# Jacques Borlée
Pour les articles homonymes, voir Borlée.
Jacques Borlée, né le 27 septembre 1957 à Kisangani (à l'époque Stanleyville au Congo belge), est un sprinter, entraîneur belge d'athlétisme, éducateur et conférencier.

## Biographie
Jacques Borlée, né le 27 septembre 1957 à Stanleyville, est le fils de Pierre Borlée, dernier gouverneur belge du Kivu et de Flore Leroy. En 1960, la famille Borlée retourne à Bruxelles à la suite de l'Indépendance du Congo. En 1985, Jacques Borlée épouse Edith Demaertelaere, athlète comme lui et artiste peintre qui lui a donné cinq enfants. Il a également deux enfants d'un second mariage. Il est notamment le père et l'entraîneur d'Olivia, Dylan, Jonathan et Kévin Borlée, tous quatre athlètes de haut niveau et de renommée internationale.
Jacques Borlée est un sprinter, spécialisé dans les 100 m, 200 m et 400 m, remportant huit titres belges au total. Il a été champion de Belgique sur 100 m en 1981 et 1983, champion de Belgique sur 200 m en 1979, 1981, 1983 et 1984, champion de Belgique du 400 m en 1982, et champion de Belgique sur 400 m haies en 1977. En 1980, il a participé aux Jeux olympiques d'été de 1980 à Moscou, atteignant les quarts de finale du 400 m. Lors des Championnats d'Europe d'athlétisme 1982 à Athènes, il finit cinquième des séries du 400 m et cinquième dans le cadre de l'équipe de relais 4 × 400 m. En 1983, il remporte sur le 200 m une médaille d'argent dans les championnats européens d'athlétisme en salle à Budapest.
Après l'athlétisme, il entame une carrière d'entraîneur sportif dans d'autres sports : le football, le tennis et le basket (Castor Braine). À partir de 2003, il devient l'entraîneur attitré de ses enfants en athlétisme, d'abord Olivia puis Kevin, Jonathan et Dylan. Au niveau de la Ligue belge francophone d'athlétisme (LBFA), il entraîne aussi l'équipe de relais belge de 4 x 100 m et de 4 x 400 m, à de nombreuses reprises présente en finale aux jeux olympiques, championnats du monde et championnats d'Europe d'athlétisme. Sa fille Olivia est ainsi championne olympique du 4 x 100 m et ses fils ont remporté des médailles dans les championnats du monde et championnats d'Europe. Ses enfants sont détenteurs de plusieurs records de Belgique. Dans ses méthodes d'entraînement, il fait appel à des approches novatrices pluridisciplinaires grâce à une équipe de spécialistes (physiologistes, biomécaniciens experts des muscles profonds, neuroscientifiques, kinésithérapeutes, médecins et psychologues). Pour lui, les sportifs de haut niveau ne peuvent performer que s'ils sont placés dans une situation idéale au niveau mental, social, émotionnel, financier et physique. Ils doivent pouvoir se développer au sein d'une équipe où l'ego est canalisé et où les valeurs du sport sont respectées.
Après les Jeux olympiques 2024 à Paris, il se retire du projet d'équipe de relais du 4 x 400 m belge.
Dans les premiers temps de sa carrière d'athlète et d'entraîneur, il était affilé lui et sa famille au Royal White Star Bruxelles. En 2015, il rejoint avec sa famille le Royal Racing Club de Bruxelles (RRCB). En 2021, Jacques Borlée et son équipe (Kevin, Jonathan et Dylan Borlée, ainsi que de Camille Laus et Hanne Claes) décident de quitter la Ligue belge francophone d'athlétisme pour la Vlaamse Atletiekliga (VAL), quelques mois avant les Jeux Olympiques 2020 de Tokyo en raison de différends sportifs et financiers existant de longue date. L'équipe Borlée rejoint par la même occasion le club d'Olympic Essenbeek Halle.

## Distinctions
Jacques Borlée est récompensé par le premier trophée d'entraîneur européen de l'année en 2011, lors de la première édition de ces trophées.
Il gagne également le trophée de l'entraîneur belge de l'année à deux reprises, en 2011 et en 2012.

## Titres de champion de Belgique
| Épreuve | Année                  |
| ------- | ---------------------- |
| 100 m   | 1981, 1983             |
| 200 m   | 1979, 1981, 1983, 1984 |
| 400 m   | 1982                   |

## Record personnel
| Distance | Prestation | Année |
| -------- | ---------- | ----- |
| 400 m    | 45,4 s     | 1979  |